# Franz Liszt
Franz Liszt (hongarès: Liszt Ferenc)  (Raiding, 22 d'octubre de 1811 - Bayreuth, 31 de juliol de 1886), fou un compositor i pianista hongarès.
Reconegut gairebé des de la seva infància com el millor pianista de l'època, va ser també un capdavanter de la nova música alemanya, un director d'orquestra de prestigi que va modernitzar l'orquestra i els seus líders, un escriptor, un reformador de la música religiosa, el creador del poema simfònic, un dels pensadors musicals més grans, sincers i originals del segle XIX i, sobretot, un artista. Només Paganini havia engrescat Europa com ho va fer ell. Quan es trobava en el seu millor moment, va abandonar la lucrativa carrera de virtuós per dedicar-se a la composició.

## Biografia
Va néixer a la ciutat de Doborjan, al comtat de Sopron, a Hongria. En virtut del Tractat del Trianon (1920), dita població passa a ser anomenada Raiding i esdevingué part d'Àustria. El seu pare, Adam Liszt, era un violoncel·lista d'origen hongarès i un entusiasta de la música que tocava diversos instruments, que treballava a la cort del príncep Nicolau Esterházy, el mecenes de Joseph Haydn i amb el que Adam havia coincidit. Va ser el pare qui va ensenyar al seu fill els rudiments de la música. La seva mare, Anna, de soltera Lagen, tenia uns orígens estretament relacionats amb Àustria.

### Estudis a Viena
Fou el pare qui començà a guiar al virtuós romàntic en el món de la música, tot instruint-lo en el piano a mercè d'obres compostes per Haydn, Mozart i Beethoven. Als nou anys va fer la seva primera aparició en públic, participant en un concert a Sopron organitzat pel baró von Braun, un músic cec, on va sorprendre i va delectar l'audiència amb una interpretació del Concert en mi bemoll de Ries i diverses improvisacions sobre temes coneguts. Aquest èxit inicial va ser seguit per altres a Eisenstadt i Presburg. Gratament sorpresos a causa del notable talent del jove, un reduït grup de membres de la Cort dels Esterházy decidí de lliurar-li una beca per a estudiar, gràcies a la qual pogué formar-se a Viena, on rebé classes de piano a càrrec de l'austríac Carl Czerny, que al seu torn havia estat educat per Beethoven. Durant dos anys, de 1821 a 1823, el jove Franz va estudiar amb aquest excel·lent mestre, i també va rebre lliçons d'harmonia i composició de Salieri, l'antic rival de Mozart. Sota aquests dos eminents mestres, va progressar ràpidament i va fer aparicions ocasionals en públic, aconseguint un èxit cada cop més gran. Va ser en una d'aquestes ocasions, l'abril del 1823, que va tenir la sort de tocar davant de Beethoven, qui va quedar tan mogut per l'entusiasme que va pujar a l'escenari i va abraçar l'infant, donant així la suprema consagració al geni emergent del noi.

### Estudis a París
L'any 1823 intentà ingressar al Conservatori de París, però dissortadament fou rebutjat pel director Luigi Cherubini, el qual al·legà la impossibilitat d'admetre alumnes estrangers. No obstant això, estudià composició amb Ferdinando Paër i amb Anton Reicha, dels quals foren deixebles també Berlioz, Franck i Gounod. Després d'una gira per Anglaterra tornà a París, i a la tendra edat de catorze anys compongué la que seria la seva única òpera: El Castell de l'Amor. Al llarg d'aquesta època conegué i visità de mode freqüent el polonès Frédéric Chopin, al qual admirava genuïnament; l'escriptora George Sand, la qual s'enamorà del jove hongarès; el pintor Eugène Delacroix; el notable compositor alemany Felix Mendelssohn; el novel·lista i poeta francès Victor Hugo i un llarg etcètera d'intel·lectuals per l'estil. Al llarg de l'esmentat lapse de temps, compongué l'Estudi en 12 exercicis (1826), obra de la qual derivaria en un futur certament llunyà, un dels seus treballs més destacables: Estudis d'execució transcendental. L'any 1832 assistí a un recital del violinista Niccolò Paganini. Tal audició l'impulsà a assolir el grau màxim com a expert del piano.

### El 31 de març de 1837
L'any 1837 (més concretament el dia 31 de març) s'esdevindria un fet talment curiós; Liszt, de 26 anys, s'havia instal·lat a Ginebra juntament amb la comtessa Marie d'Agoult. El fet de descobrir un nou talentós del piano (Sigismond Thalberg), el qual presumia públicament de ser altament superior quant a qualitat a Liszt, l'impulsà a demanar a una de les seves admiradores benestants, que al final fou la Princesa Belgroioso, que apadrinés una "pugna" entre els principals intèrprets del moment. Hi participaren el mateix Liszt, l'al·ludit Thalberg, Chopin, Johann Peter Pixis, Czerny i Henri Herz. Cal esmentar que l'hongarès reeixí àmpliament victoriós, fet que l'ajudà a consolidar-se com el més conegut i estimat pianista de l'època.
Al llarg d'aquest període va ser quan conegué Marie d'Agoult, amb la qual establiria una intensa relació, la duració de la qual s'estengué onze anys, tot deixant com a clara mostra de la intensitat que regí la relació tres fills: Còsima, Blandine i Daniel.

### Albors de la maduresa
Un cop consolidada la seva qualitat com a virtuós, emprengué una gira de concerts l'any 1839, primerament amb l'afany de recaptar beneficis a fi de poder erigir un monument en honor del pare del romanticisme Ludwig van Beethoven, a la ciutat de Bonn, Alemanya. Al llarg de set anys realitzà concerts per ciutats de caràcter important, tot viatjant des d'Anglaterra fins a Turquia i des de Portugal fins a Rússia. Durant aquesta gira Liszt oferí el 1845 sis concerts a València, altres tants a Barcelona i un a Arenys de Mar. Les esmentades actuacions el convertiren en el més reconegut i estimat músic del moment. No obstant les excentricitats de la seva jovenesa (havia estat definit com a histriònic notablement faldiller), es considera el precursor del recital per a piano i el principal renovador de tal instrument en el segle xix.
S'explica que en certa ocasió, quan es disposava a interpretar un adagio de Beethoven, li demanaren d'apagar un dels canelobres de la cambra. Davant dita petició, Liszt reaccionà de forma sorprenent, tot ordenant l'elusió parcial de la llum que regia l'habitació, a fi de crear una atmosfera en conjunt més subjectiva. Un cop la llum esdevingué inexistent, l'hongarès interpretà la peça a la perfecció. Probablement, fou el primer intèrpret que se sotmeté a un repte per l'estil.

### Retirada dels escenaris

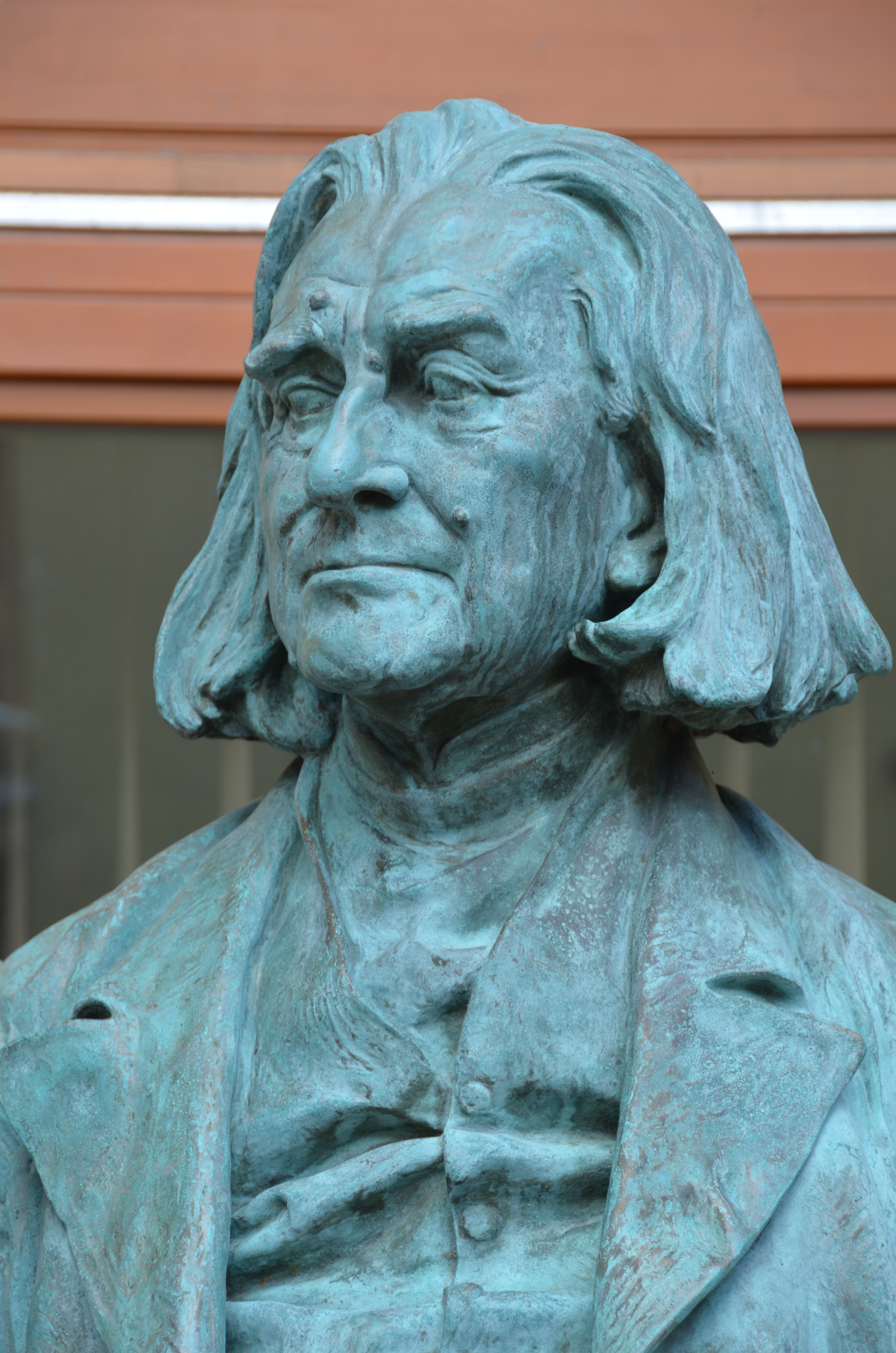
Bust de Liszt a Sopron

Després d'assolir el seu apogeu musicalment, el 1848 anuncià la seva retirada dels escenaris. Seguidament, s'instal·là a Weimar (Alemanya), en companyia de la princesa russa Carolyne Sayn-Wittgenstein, nucli en el qual ocupà el lloc de mestre de capella de la cort, l'atorgament del qual s'havia esdevingut certs anys enrere (1842). El seu afany era dedicar-se, de manera principal i específica, a la composició. De tal decisió sorgiren treballs notablement reconeguts, cas dels Concerts per a piano, la Totentanz per a piano i orquestra o les simfonies de Dante i Faust, així com els innovadors poemes simfònics.
Al llarg d'aquest període, també es dedicà intensament a dirigir orquestres i a promulgar i divulgar obres pertanyents a altres compositors. Cal apuntar el fet que, d'ençà de la seva joventut, Franz dedicà una destacable part del seu temps lliure a la divulgació musical. En conseqüència, interpretà nombroses obres de Schumann i Chopin quan aquests, malalts, restaven incapacitats per tal d'interpretar-les. Les seves intervencions foren crucials a l'hora de programar o estrenar treballs compostos per Hector Berlioz, Richard Wagner i Camille Saint-Saëns. Cal parar esment al fet que, el 1850, l'hongarès dirigí l'estrena d'una de les més destacables òperes de Wagner: Lohengrin. Com a mestre i promulgador de nous talents, esdevingué la principal referència de la Nova Escola Alemanya. Impartí classes a més de 400 alumnes, compongué prop de 350 obres i intercanvià correspondència amb nombroses personalitats contemporànies a la seva persona.
La seva reputació va atreure joves talents provinents de distints punts d'Europa i fins i tot dels Estats Units, com és el cas de Hans von Bülow, qui contrauria matrimoni amb la seva filla Còsima el 1857. L'altra filla de Liszt, Blandine, es casà amb Emíle Ollivier, el qual fou nomenat primer ministre francès l'any 1870, 8 anys després de la mort de la seva esposa, i l'únic varó, Daniel, defallí el 1859 a Berlín, amb tan sols 20 anys.

### Darrers anys
El 1858, l'hongarès renuncià al càrrec de mestre de capella, apel·lant a la creixent hostilitat que anava sorgint vers la seva obra. No obstant aquest fet, Liszt visqué a Weimar tres anys més (com ha estat aclarit anteriorment, en companyia de la princesa Carolyne, a la qual conegué a Ucraïna l'any 1847), donant classes a diversos alumnes, entre ells l'estatunidenc Jacob Madison Tracy, fins al 1861, any en el qual decidiria d'establir-se a Roma (on rebria de mode freqüent la visita del Papa Pius IX i on àdhuc estudiaria teologia) després que l'Església mostrés la seva oposició pel que fa a l'enllaç entre la princesa ucraïnesa Carolyne i el músic hongarès. L'any 1863 la unió es fragmentà; d'ençà s'inicià una etapa en la qual Liszt es limità a compondre obres de tipologia religiosa i litúrgica, com dues misses, les llegendes per a piano, o l'oratori Christus. El 1865 rebé els ordes menors com a abat, i establí la seva residència al Vaticà, havent-se esdevingut dos anys al llarg dels quals havia residit al monestir de Madonna del Rosario. Des de 1869 fins a la seva mort, visqué alternativament a Roma i a Weimar, amb puntuals, encara que freqüents, estades a Budapest d'ençà el 1875, any en el qual seria nomenat director de la recentment creada Acadèmia de música de la ciutat.
Al llarg dels anys anteriorment al·ludits, s'esdevingueren diversos fets, com ara: l'any 1866, es produí la defunció de la seva mare (Anna Liszt), fet que causà que s'esdevingués l'última trobada entre el pianista i la seva ex-muller Marie d'Agoult; el 1870, la seva filla Còsima s'ajuntà amb el músic Richard Wagner, amb el qual Liszt mantenia una estreta relació; i el 1871 ocorregué un succés curiós i, a la vegada, infaust: la pianista i admiradora Olga Janina intentà assassinar-lo i, tot seguit, suïcidar-se. A instància de sa filla Còsima, l'any 1876 visità la primera edició del festival de Bayreuth, en dit any dedicat a Wagner. L'assistència a l'esmentat festival feu possible la coneixença, per part de l'hongarès, del compositor rus Txaikovski. El 1877, participà, a Viena, en els actes realitzats en ocasió del 50è aniversari de la defunció de Beethoven. L'any 1883, dirigeix el concert en honor del recentment mort Richard Wagner. Finalment, el 31 de juliol de 1886 mor a Bayreuth (Alemanya), després de contraure una perillosa pneumònia, a l'edat de 74 anys.

## Relacions amoroses
La vida sentimental de Liszt ha donat lloc a nombrosos mites i faules. Un dels més persistents fins avui, ha estat la creença què el músic tingué diversitat de fills il·legítims. El fet de posseir abundants amants, algunes de les quals foren cèlebres escriptores, cas de la francesa George Sand, i el fet que s'al·ludís al músic en les obres d'aquestes, varen contribuir a intensificar aquesta aura fabulosa.

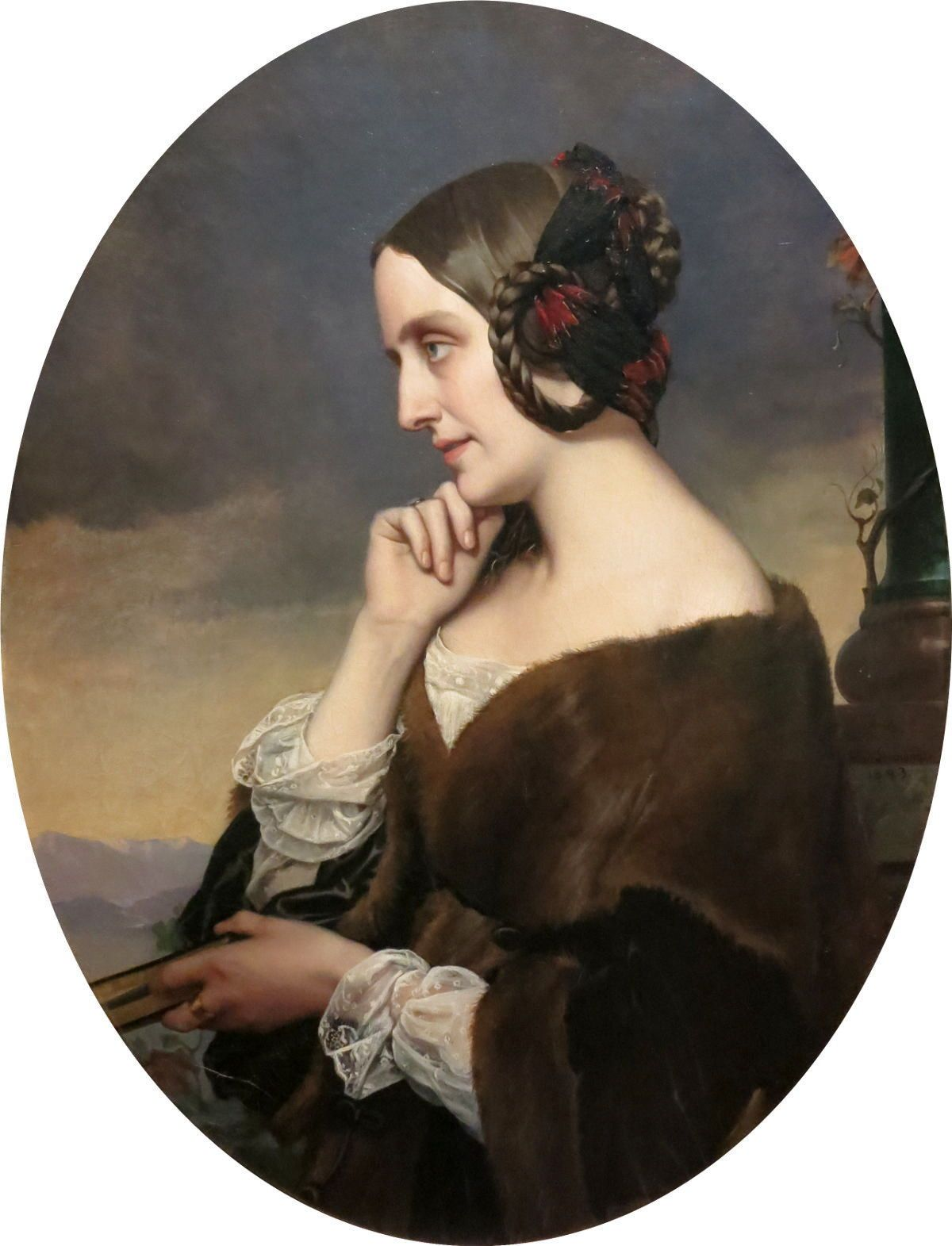
La comtessa Marie d'Agoult, segons Henri Lemman (1843)

La comtessa d'Agoult publicà nombroses novel·les fent ús del pseudònim "Daniel Stern"; en un dels seus relats, Nèlida, publicat de forma immediatament posterior a la ruptura entre ella i l'hongarès, és fàcil d'intuir que, darrere el pintor incapaç d'escometre treballs amb ambició, s'hi amaga la subjectiva visió que l'escriptora té de Liszt, la qual restava certament negativitzada a causa de la recent ruptura entre ambdós. Olga Janina, la qual perseguí al músic al llarg dels darrers anys de la seva vida, també confeccionà novel·les en les quals l'hongarès és reiteradament i per defecte, presentat com un personatge dèbil i arrauxat. Aquesta escriptora patí un greu cas de mitomania; fou capaç de transdiversar la biografia del músic i adaptar-la a circumstàncies diverses sobre la base dels seus capritxos; de fet, es feu passar per comtessa i també afirmà que els seus avantpassats eren cosacs. Fins molt avançat el segle xx, mercè les al·ludides caracteritzacions i a l'animadversió vers el músic manifestada per Ernest Newman, biògraf de Richard Wagner, el músic hongarès fou considerat, en el món de parla anglesa, un home "banal, hipòcrita i altament egocèntric i grandiloqüent", basant-se en les opinions exposades per Robert Craft. Amb la posterior publicació de la correspondència del músic, d'ençà la dècada dels 70 s'ha iniciat la correcció de la distorsionada imatge de Liszt, i actualment sorprèn notablement el fet d'haver arribat a posseir tan mala reputació per part d'una personalitat humil, plena de saber i sincera, tal com ho denoten els seus escrits.
Fou amb Marie d'Agoult amb qui mantingué la relació més estable. La comtessa abandonà al seu marit l'any 1835 a fi de poder viure amb el músic; gran part del temps residiren a Itàlia i a Suïssa, fins al 1844, any en què l'esmentada relació arribaria a la seva cloenda. D'aquesta unió en sorgiren tres fills: la primogènita, Blandine, la qual morí als 27 anys després de donar a llum el seu únic fill, Daniel-Émile; Còsima, primerament esposa de Hans von Bülow, anys després muller de Richard Wagner; i Daniel, el qual morí a la tendra edat de 20 anys. La comtessa d'Agoult era una dona certament inestable a nivell psicològic i emocional, la seva relació amb el músic s'anà deteriorant gradualment i successiva. Succeïda la separació, s'esdevingueren encontres de caràcter esporàdic i puntual: l'últim es produí a París, l'any 1866, en ocasió de la mort de la mare de Liszt. D'ençà l'al·ludit punt, la salut mental de la comtessa s'agreujà de mode preocupant, fins al punt d'arribar a ésser ingressada en un centre psiquiàtric. El 1876, es produí la seva defunció. "Res no farà que plori menys quan ella morí", confessà Liszt a la princesa Carolyne Sayn-Wittgestein, persona amb què havia establert una relació certament profunda des de 1848. L'al·ludida princesa restà ambl l'hongarès fins al 1863, després que Liszt eixís de Weimar en conseqüència de la negació, per part del Vaticà, d'abolir el matrimoni de Carolyne amb objecte de, seguidament, realitzar un casament entre el músic i la princesa. Tal fet s'esdevingué mercè la impetuosa vehemència, per part de la família de Carolyne, d'oposar-se a l'enllaç hipotètic.
Àdhuc és necessari d'aturar esment a altres relacions, probablement de caràcter majorment irrellevant, baldament destacables: amb la baronessa Olga von Meyendorff mantingué una interessant i certament constant correspondència d'ençà el 1871 fins que s'esdevingué la defunció del músic l'any 1886; amb la seva alumna Lina Schmalhausen, la qual publicà sa devoció vers l'hongarès en el seu "Diari"; i per acabar, amb la pintoresca quant llunàtica Olga Janina. El cas de dit caràcter és digne de presidir la trama de certa novel·la d'intriga o bé melodramàtica. Verament, el seu nom era Òlga Zielinska; l'any 1869, la jove polonesa decidí de contactar amb Liszt, el qual en aquells instants romania a Roma, amb objecte d'ésser instruïda a càrrec del músic hongarès. Tractà de seduir-lo, però després de conferir nombrosos intents frustrats, l'any 1871 emprengué una determinació tanmateix pròpia d'una mentalitat perillosament malaltissa: volia assassinar-lo i, tot seguit, suïcidar-se. Així doncs, succeït un mes, es presentà a la residència del músic (al nucli de Pest) armada amb un revòlver i amb una proveta, el contingut de la qual era altament verinós, que usaria a fi de cloure amb la seva pròpia vida. Liszt aconseguí dissuadir-la quant a l'ús de l'arma, però Olga es begué el contingut del recipient. Afortunadament, sobrevisqué a la seva temptativa, fet que la impulsà a eixir amb objecte d'arribar a París, lloc en el qual escrigué, fent ús del pseudònim Robert Frary (compositor certament conegut), quatre relats autobiogràfics, dos d'ells basats en sa relació amb l'hongarès, novel·les posseïdores en abundància de delirants peripècies de caràcter romàntic: Els records d'una cossaca i El meu amic Franz Liszt.

## L'obra musical

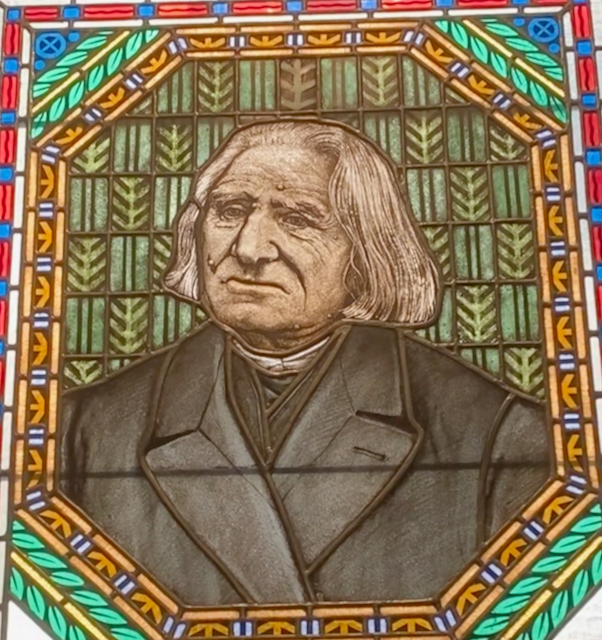
Franz Liszt al Palau de la Cultura de Târgu Mureș

El segle romàntic fou l'època dels grans virtuosos, el període d'uns intèrprets que assoliren tal celebritat, que ni Wolfgang Amadeus Mozart ni Ludwig van Beethoven (òbviament també grans pianistes), podrien haver arribat mai a intuir. Era l'època dels Frédéric Chopin i Robert Schumann, no obstant també la de Franz Liszt, un veritable talentós que gràcies al seu notablement precoç inici en l'escena musical, revolucionà totes les convencions establertes, com ara inventar el concepte de recital a solo, sostraure els concerts pianístics de les sales de l'aristocràcia i l'alta burgesia amb afany de portar-los fins als grans auditoris, sense la necessitat de recórrer a una orquestra com a acompanyament. I tot això esmentat prèviament, ho aconseguí gràcies a una personalitat certament desbordant, a un geni probablement excessiu, gairebé qualificable d'histriònic, que ell mateix s'encarregà de potenciar, tot lliurant-li una subtil pàtia, la qual aprengué del violinista Niccolò Paganini, d'ésser seductor i en cert mode demoníac.
Amb Liszt, el piano esdevé un instrument orquestral. El músic hongarès optà, d'ençà del seu inici, de lliurar llibertat al seu volcànic temperament, a base de treballs en els quals introduïa les més potencialment complexes audàcies tècniques, tot això de mode talment explosiu, que no admetia terme mitjà: el recital pianístic quasi és com una acrobàcia realitzada en un circ. D'ací sorgeixen partitures purament magistrals, amb abundants complicacions tècniques, però que, en el fons, oculten música qualitativament excel·lent. El piano, doncs, és el gran aliat de l'hongarès; fou l'instrument al qual dedicà una notòria part dels seus esforços com a creador, baldament no fou el seu únic àmbit d'actuació. A mesura que es produïa la seua maduració com a persona, sentí la necessitat d'abarcar nous gèneres; en conseqüència de tal fet podem trobar, al seu catàleg, una abundant quantitat de música orquestral, vocal, coral i fins i tot (de forma certament reduïda) òpera. De fet, la seua única òpera s'estrenà quan encara era un adolescent. La música de cambra fou l'única que mai li suscità cap interès.

### Obres destacades
- 12 estudis d'execució transcendental (Preludi, Fusées, Paysage, Mazeppa, Feux follets, Vision, Eroica, Wilde Jagd, Ricordanza, Apassionatta, Harmonies de soir, Chasse-Neige)
- Dotze estudis d'execució transcendental inspirats en obres de Paganini
- Tres estudis de concert
- Sis Grans estudis de Paganini, com La Campanella (n.º 3).
- Tres sonets de Petrarca
- Transcripcions de les simfonies de Beethoven al piano, n.os 1–9
- Anys de pelegrinatge
- Sonata en si menor
- Liebesträume, o Somnis d'amor (en especial, el n.° 3)
- 20 Rapsòdies hongareses (n.º 20 sense publicar), entre elles, la 2a rapsòdia hongaresa
- 4 valsos Mephisto
- Dos concerts para piano:
  - Concert per a piano núm. 1
  - Concert per a piano núm. 2
- Les Préludes (els Preludis)
- Preludi i fuga sobre el nom de Bach per a orgue, S 260
- La Ideal
- Orfeo
- 13 poemes simfònics:
  - No. 1 Ce qu'on entend sur la montagne, de Victor Hugo (1848–49; originalment orquestrat per Joachim Raff, tercera versió orquestral de Liszt, 1854)
  - No. 3 Les préludes, de Lamartine (1848) basat en el preludi de la cantata Les quatre elements (1845)
  - No. 2 Tasso, Lamento e Trionfo, de Byron (1849 a partir d'esbossos anteriors, orquestrats per August Conradi i Raff;

ampliat i orquestrada per Liszt, 1854)
- - No. 5 Prometheus (1850, originalment obertura coral de Prometheus Unbound de Herder)
  - No. 8 Héroïde funèbre (1849–50) (basada en el primer moviment de la inacabada Simfonia Revolucionària de 1830)
  - No. 6 Mazeppa, de Victor Hugo (1851)
  - No. 7 Festklänge (Festal Sounds) (1853)
  - No. 4 Orpheus (1853–4)
  - No. 9 Hungaria (1854)
  - No. 11 Hunnenschlacht (Batalla dels huns), inspirada en la pintura de Kaulbach (1856–7)
  - No. 12 Die Ideale, inspirada en el poema de Schiller (1857)
  - No. 10 Hamlet, basat en el drama de Shakespeare (1858)
  - No. 13 Von der Wiege bis zum Grabe (Des del bressol fins a la tomba) (1881–2)
- Prometeo
- Sonata Dante
- Simfonia Dante
- Simfonia Faust
- Tristany i Isolda (transcripció per a piano)
- Grand Galop Chromatique
- Don Sanche (òpera)
- Obres corals:
  - Christus (oratori)
  - La llegenda de Santa Elisabet (Die Legende von der heiligen Elisabeth) (oratori)
- Totentanz per a piano i orquestra

## Filmografia
El 1935 es filmà la pel·lícula Somni d'amor basada en la vida de Franz Liszt, dirigida per Charles Vidor i més tard substituït per George Cukor a causa de la mort del primer. L'actor que fa el paper de Liszt és Dirk Bogarde.